# Zielnowo
Zielnowo (deutsch: Sellen) ist ein  Dorf in der  polnischen Woiwodschaft Westpommern. Es liegt im Powiat Sławieński und gehört der Gemeinde Darłowo (Rügenwalde) an. Über den  Zeitraum 1975 bis 1998 gehörte das Dorf zur Woiwodschaft Koszalin.

## Geographische Lage
Zielnowo liegt in Hinterpommern, am Wipperknie an der Einmündung des Mühlgrabens an der Südseite des auslaufenden Urstromtals der Wipper, etwa  fünf Kilometer östlich der Stadt Darłowo (Rügenwalde). Die  Gemarkung des Dorfs grenzt im Westen und Norden an die  Wipper, im Osten an das Dorf Borzyszkowo (Renkenhagen) und im Süden an Krupy (Grupenhagen). Weitere Nachbargemeinden sind:  im Westen die Stadt Darłowo, im Norden Zakrzewo  (Sackshöhe) und Köpenitz, im Osten Alt Kugelwitz und im Süden Sińczyca  (Schöningswalde).

## Geschichte
Das Dorf wird erstmals 1301 in einer vom Fürsten Sambor von Rügen für den Burggrafen Matthäus von Schlawe vom Geschlecht der Swenzonen ausgefertigten  Schenkungsurkunde erwähnt. In einer  Urkunde
von 1315, die von den Swenzonen Peter von Neuenburg und dessen Bruder Jesko von Schlawe  unterzeichnet ist, trägt die Ortschaft den  Ortsnamen Zelne. Von Matthäus von Schlawe ging das Dorf in den Besitz des Ratsherrn Konrad Wilde in  Köslin über, der es am 28. Oktober 1322 an die Stadt Rügenwalde für 24 Mark jährliche, zu Martini zu entrichtende Rate, veräußerte. Das Dorf Sellen war seither eine Eigentumsortschaft der Stadt Rügenwalde, die es bis zu den Stein-Hardenbergischen Reformen bleibt. Ursprünglich gehörten zu dem  Dorf sieben Bauernhöfe mit 13 Hegerhufen, was 195 Hektar entspricht (1 Hegerhufe = 60 Morgen = 15 Hektar), und außerdem das städtische Vorwerk, in dem hauptsächlich Schafzucht betrieben wurde. Zu dem Vorwerk gehörte ein großer Teil der zwischen Sellen und Kugelwitz gelegenen Wüstenei.
Im 17. und 18. Jahrhundert hatte das Dorf Sellen sieben bis neun Bauern und anfänglich vier, dann neun Kossäten. Wenn ein Bauer von der Stadt Rügenwalde einen Hof pachtete, wurde ihm eine gewisse Grundausstattung an Inventar ausgehändigt. Ein Vollbauer erhielt typischerweise an lebendem Inventar: sechs Pferde, vier Kühe, drei Schweine, sechs Gänse und zehn Hühner sowie an totem Inventar: drei Wagen, zwei Schlitten, zwei Pflüge, sechs Eggen und weitere Gerätschaften wie Äxte, Spaten, Forken und Kessel. Außerdem erhielt er drei Betten mitsamt dem zugehörigen Bettzeug, zwei Handtücher,   zwei Tischtücher und zwei Webkämme. Halbbauern und Kossäten bekamen entsprechend weniger. Für einen Hof in Sellen mussten jährlich 1 ½ Reichstaler  Pachtgeld und vier Scheffel  Pachthafer entrichtet werden. Außerdem war der Bauer verpflichtet, auf dem städtischen Vorwerk Hand- und Spanndienste zu leisten; darunter fielen z. B.  Fuhren in die Stadt, Treiberdienste bei Wolfsjagden und Hilfsdienste bei der Holzflößerei auf der Wipper. Trotz solcher Belastungen scheint es den Sellener Bauern nicht schlecht gegangen zu sein, denn sie stifteten recht viel für das  benachbarte Kloster Marienkron.
Während des Dreißigjährigen Kriegs hatte Sellen drückende Einquartierungen militärischer Truppen zu überstehen. Besonders stark beansprucht wurde das Dorf, als  Rügenwalde im Jahr 1757 von Friedrich dem Großen mit der Gründung des Dorfs Schöningswalde beauftragt wurde und die Stadt die hierfür erforderlichen Rodungsarbeiten von den Sellener und Grupenhagener Bauern durchführen ließ. Als sie sich wegen Überlastung weigerten, wurden die Bauern im Rügenwalder Schloss eingesperrt. Daraufhin zogen die Ehefrauen vor das Schlosstor, um zu protestieren. Die Freilassung der Männer wurde an die Bedingung geknüpft, die Rodungsarbeiten sofort wieder aufzunehmen, für den Fall weiterer Weigerung wurde den Bauern angedroht, sie in die Schwitzbank einzuspannen. Eine derartige Schwitzbank, die später im Rügenwalder Heimatmuseum besichtigt werden konnte,  war mit einer Anschnallvorrichtung für Hände und Füße sowie mit einem Hohlraum ausgerüstet, in den glühende Kohlen eingefüllt werden konnten. Drei Kleinbauern, zwei aus Grupenhagen und einer aus Sellen, mit je einem Handpferd ritten zur Bittschriftenlinde des Königs und wurden dann endlich von ihren Lasten entbunden, zumal die Hauptarbeit bereits getan war.
Um das Jahr 1780 gab es in Sellen sieben Bauern, sieben Kossäten, fünf Büdner, ein Hirtenhaus und insgesamt zwanzig Haushaltungen.
1812 musste der Dorfschulze March, Sohn einer Christine Schmidt, sich verstecken, weil er einen französischen Kommissar der Armee Napoleon Bonapartes wegen zu hoher Forderungen aus dem Fenster geworfen hatte. Sein Versteck befand sich zuerst in dem Röhrichtgelände zwischen dem Vitter See und dem Ostseestrand, dann zog er in eine Holzkiste um, deren Bodenbretter Luftlöcher hatten und die oben mit Flachs abgedeckt war.
Der Aufhebung der Leibeigenschaft waren Auseinandersetzungen vorausgegangen, die sich bis 1828 hinzogen.  Dann wurde folgende Regelung getroffen: sieben Bauern zahlten für Land, Gebäude und Inventar 1820 Taler zuzüglich eines jährlichen Kanons von 36 Talern, sieben Kossäten zahlten 900  zuzüglich 66 Taler gesamte Jahresrente. Die landwirtschaftlichen Nutzflächen des Vorwerks wurden den Dorfbewohnern für 2100 Taler und einen Jahreskanon von 355 Talern überlassen.
Bis 1945 war Sellen eine Landgemeinde im Landkreis Schlawe im Regierungsbezirk Köslin der Provinz Pommern.  Sellen  war der einzige Wohnplatz in der Gemeinde Sellen. Im Jahr 1925 hatte die Gemarkung der Gemeinde eine Flächengröße von 6,1 km²; auf ihr standen 35 Wohnhäuser, und es wurden 209 Einwohner gezählt, die auf 46 Haushaltungen verteilt waren.
Gegen Ende des Zweiten Weltkriegs wurde Sellen am 7. März 1945 von der Roten Armee besetzt. Nach Kriegsende wurde der Ort zusammen mit ganz Hinterpommern unter polnische Verwaltung gestellt. Die deutschen Einwohner wurden ausgewiesen. Sellen wurde in  Zielnowo umbenannt. In der Zeit vom Einmarsch der sowjetischen Truppen bis zur Vertreibung der Deutschen kamen in Sellen 25 Menschen ums Leben.
Zielno hat heute etwa 70 Einwohner.

## Sonstiges
Zielnowo war der Wohnort des polnischen Ex-Vizepremiers und Landwirtschaftsministers, Gründers und Vorsitzenden der Samoobrona, Andrzej Lepper. Er wohnte dort mit seiner Ehefrau und seinen drei Kindern.